# Matsubara Shinya
Shinya Matsubara (sinh ngày 3 tháng 11 năm 1971) là một cầu thủ bóng đá người Nhật Bản.
>

## Sự nghiệp câu lạc bộ
Shinya Matsubara đã từng chơi cho Shimizu S-Pulse.